# Rosalind Cubitt
Rosalind Maud Shand (nacida Cubitt; 11 de agosto de 1921 – 14 de julio de 1994), fue la hija de Roland Cubitt, III Barón Ashcombe. Fue la esposa del oficial del ejército Bruce Shand y la madre de Camila, la reina consorte del Reino Unido.

## Infancia
Rosalind nació en 16 Grovesnor Street, Londres, el 12 de agosto de 1921, la mayor de los tres hijos de Roland Calvert Cubitt (1899–1962) y su mujer Sonia Rosemary Cubitt, (nacida Keppel; 1900–1986). Su padre fue el hijo de Henry Cubitt, II Barón Ashcombe, y se convirtió en el III Barón de Ashcombe tras su muerte. La madre de Rosalind, Sonia fue la hija menor de George Keppel y su mujer, Alice Frederica Keppel (nacida Edmonstone). 
Rosalind tuvo dos hermanos menores: Henry Cubitt, quien sucedió a su padre como el IV Barón de Ashcombe y Jeremy Cubitt, quien falleció en 1958 a los 30 años.
Su familia fue la rica y aristocrática Cubitt quienes fundaron la compañía de construcción del mismo nombre. Su madrina fue Margaret Greville y heredó parte de su fortuna.
Rosalind fue nombrada por la prensa en 1939 como la 'Debutante del Año.' Su baile de debutante tuvo lugar el 6 de julio de 1939 en Holland House en Kensington, Londres. A ella asistieron Noël Coward, Jorge VI del Reino Unido e Isabel Bowes-Lyon. El baile fue descrito como el último antes de que dicha casa fuera destruida en la Segunda Guerra Mundial.

## Matrimonio e hijos
Rosalind conoció a su futuro marido, el Major Bruce Middleton Hope Shand (1917–2006), hijo del periodista inglés Philip Morton Shand y su mujer Edith Marguerite Harrington al final de la Segunda Guerra Mundial. Luego se retiró del ejército tras recibir dos cruces militares y haber sido prisionero de guerra por parte de los alemanes. Se casaron el 2 de enero de 1946 en Knightsbridge en Londres. La pareja se compró una casa de campo en Plumpton mientras también tenían otra casa en South Kensington.
Tuvieron tres hijos:
- Camilla Rosemary Shand (17 de julio de 1947), quien se casó primero con Andrew Parker Bowles y tuvieron dos hijos:
  - Thomas Henry Charles Parker Bowles (1974)
  - Laura Rose Parker Bowles (1978)

y se casó en segundas nupcias con Carlos de Gales, posteriormente Carlos III del Reino Unido.
- Sonia Annabel Shand (2 de febrero de 1949) se casó con Simon Elliot y tuvieron tres hijos:
  - Benjamin William Elliot (1975)
  - Alice Rosalind Irwin nacida Elliot (1977)
  - Katie Camilla Elliot (1981)
- Mark Roland Shand (28 de junio de 1951 – 23 de abril de 2014) se casó con Clio Goldsmith y tuvieron una hija:
  - Ayesha Shand (1995)

## Carrera y caridad
Rosalind trabajó para una agencia de adopción. Fue voluntaria en la Chailey Heritage Foundation, la cual ayuda a niños pequeños inválidos, en los 60s y 70s localizada en North Chailey, East Sussex. Trabajó ahí durante 17 años. Su hija Camilla abrió una nueva facultad ahí en 2013.

## Muerte
Falleció en Lewes, East Sussex el 14 de julio de 1994 a los 72 años, habiendo sufrido un largo tiempo de osteoporosis. Su madre Sonia murió de la misma enfermedad en 1986.
Tras la muerte de Rosalind, Camilla se volvió miembro de la National Osteoporosis Society (una organización caritativa centrada en diagnosticar y prevenir la osteoporosis) en 1994 para crear consciencia sobre la enfermedad. Se volvió patrona de la organización en 1997, y presidenta en 2001.